# Treinta, pero aún diecisiete
Thirty But Seventeen (en hangul, 서른이지만 열일곱입니다; romanización revisada, Seoreunijiman Yeolilgobibmida), es una serie de televisión surcoreana de comedia romántica transmitida desde el 23 de julio hasta el 18 de septiembre de 2018 por SBS. Es protagonizada por Shin Hye-sun, Yang Se-jong y Ahn Hyo-seop.

## Argumento
Gong Woo-jin es un hombre soltero de 30 años que trabaja como escenógrafo, debido a un trauma que experimentó hace 13 años, el no quiere relacionarse con los demás.
Por otro lado cuando Woo Seo-ri tenía 17 años, cae en coma, después de verse envuelta en un accidente automovilístico grave, 13 años después Seo-ri despierta de su coma, sin embargo su edad mental sigue siendo la de una joven de diecisiete años, pero su cuerpo es de una mujer de 30.
Pronto Woo-jin y Seo-ri se involucran y se enamoran.
Junto a ellos está Yoo Chan, el sobrino de Woo-jin, quien actúa como protector de su tío y de Seo-ri.

## Reparto

### Personajes principales
| Actor                        | Personaje               | Ocupación                                                        | Nº de episodios | Duración |
| ---------------------------- | ----------------------- | ---------------------------------------------------------------- | --------------- | -------- |
| Yang Se-jong Yoon Chan-young | Gong Woo-jin (de joven) | Escenógrafo                                                      | 32              | 2018     |
| Shin Hye-sun Park Si-eun     | Woo Seo-ri (de joven)   | Violinista                                                       | 32              | 2018     |
| Ahn Hyo-seop Seo Eun-yool    | Yoo Chan                | Sobrino de Woo-jin Capitán del Club de Remo "Taesan High School" | 32              | 2018     |

### Personajes recurrentes
| Actor                       | Personaje                | Ocupación                                         | Nº de episodios | Duración |
| --------------------------- | ------------------------ | ------------------------------------------------- | --------------- | -------- |
| Lee Do-hyun                 | Dong Hae-bum             | Mejor Amigo de Yoo Chan y Seo-ri                  | -               | 2018     |
| Yoon Sun-woo Wang Seok-hyun | Kim Hyung-tae (de joven) | Residente de Neurología / Amigo de Seo-ri         | -               | 2018     |
| Wang Ji-won                 | Kim Tae-rin              | Violinista / Directora Musical                    | -               | 2018     |
| Jung Yoo-jin                | Kang Hee-soo             | Escenógrafa / Colega de Woo-jin                   | -               | 2018     |
| Ahn Seung-gyun              | Jin Hyun                 | -                                                 | -               | 2018     |
| Lee Ah-hyun                 | Gong Hyun-jung           | Cirujana / Hermana de Woo-jin y Madre de Yoo Chan | -               | 2018     |
| Ye Ji-won                   | Jennifer                 | Ama de Llaves de Woo-jin                          | -               | 2018     |
| Lee Seo-yeon                | No Soo-mi                | Amiga de Seo-ri                                   | -               | 2018     |
| Jeon Bae-su                 | Woo Sung-hyun            | Padre de Seo-ri                                   | -               | 2018     |
| Jeon Ye-seo                 | Kim Hyun-jin             | Madre de Seo-ri                                   | -               | 2018     |
| Lee Seung-joon              | Kim Hyun-gyu             | Tío de Seo-ri                                     | -               | 2018     |
| Shim Yi-young               | Kook Mi-hyun             | Tía de Seo-ri                                     | -               | 2018     |
| Jo Hyun-sik                 | Han Duk-soo              | Mejor Amigo de Yoo Chan                           | -               | 2018     |
| Jo Yoo-jung                 | Lee Ri-ahn               | -                                                 | -               | 2018     |

### Otros personajes
| Actor          | Personaje      | Ocupación          | Nº de episodios | Duración |
| -------------- | -------------- | ------------------ | --------------- | -------- |
| Kim Min-sang   | Yoo Joong-seon | Médico y Psicólogo | -               | 2018     |
| Kim Ji-yee     | -              | -                  | -               | 2018     |
| Son San        | -              | -                  | -               | 2018     |
| Seo Yun-ah     | -              | -                  | -               | 2018     |
| Ha Do-kwon     | -              | Entrenador de Remo | -               | 2018     |
| Ji Dae-han     | -              | -                  | -               | 2018     |
| Park Jong-hoon | -              | -                  | -               | 2018     |
| Min Eun-kyung  | -              | -                  | -               | 2018     |

### Apariciones especiales
| Actor         | Personaje | Ocupación            | Nº de episodios | Duración |
| ------------- | --------- | -------------------- | --------------- | -------- |
| Kim Kwang-kyu | -         | Reparador del Violín | -               | 2018     |

## Producción
La primera lectura del guion fue realizada el 16 de mayo de 2018 en los estudios de SBS en Tanhyun, Ilsan. La conferencia de prensa de la serie fue realizada el 23 de julio de 2018.

## Recepción
La serie se estrenó el 23 de julio de 2018 y obtuvo una audiencia de 5.7% y de 7.1% a nivel nacional alcanzando una máxima de 9.2%, según Nielsen Korea, puntuaciones más altas que las obtenidas por la anterior serie "Wok of Love". Los términos relacionados con el drama también lo colocaron en el número 1 y el número 2 en las listas de búsqueda en tiempo real durante su estreno. El 30 de julio del mismo año se registró un 7,6% y un 8,8% en todo el país según Nielsen Korea, posicionándose primero entre los dramas en su franja horaria para su tercera transmisión consecutiva.

## Emisión internacional
- Hong Kong: Now Drama Channel (2019).
- Singapur: Sony One (2018).
- Taiwán: LTV (2018) y GTV (2019).